# Ла-Салл (округ, Іллінойс)
Шаблон:StateAbbr_ 41°20′38″ пн. ш. 88°53′09″ зх. д. / 41.34399° пн. ш. 88.88595° зх. д.
Округ Ла-Салл (англ. La Salle County) — округ (графство) у штаті Іллінойс, США. Ідентифікатор округу 17099.

## Історія
Округ утворений 1831 року.

## Демографія
За даними перепису
2000 року
загальне населення округу становило 111509 осіб, зокрема міського населення було 77737, а сільського — 33772.
Серед мешканців округу чоловіків було 55167, а жінок — 56342. В окрузі було 43417 домогосподарств, 29840 родин, які мешкали в 46438 будинках.
Середній розмір родини становив 3,04.
Віковий розподіл населення поданий у таблиці:
| Стать    | До 15 років | 15-21 | 22-29 | 30-39 | 40-49 | 50-65 | 65-85 | Понад 85 |
| -------- | ----------- | ----- | ----- | ----- | ----- | ----- | ----- | -------- |
| Чоловіки | 11634       | 5539  | 5252  | 8158  | 8718  | 8371  | 6777  | 718      |
| Жінки    | 11360       | 4987  | 4541  | 7842  | 8224  | 8591  | 8891  | 1906     |

## Суміжні округи
- Декальб — північ
- Кендалл — північний схід
- Ґранді — схід
- Лівінґстон — південний схід
- Вудфорд — південь
- Маршалл — південний захід
- Патнем — захід
- Бюро — захід
- Лі — північний захід

## Виноски
1. ↑  U.S. Decennial Census. Census.gov. Архів оригіналу за 26 квітня 2015. Процитовано 27 липня 2013.
2. ↑  Annual Estimates of the Resident Population: April 1, 2010 to July 1, 2012. Census.gov. Архів оригіналу за 7 липня 2013. Процитовано 27 липня 2013.
3. ↑  American FactFinder. Бюро перепису населення США. Архів оригіналу за 20 березня 2010. Процитовано 31 січня 2008.

| США | Це незавершена стаття з географії США. Ви можете допомогти проєкту, виправивши або дописавши її. |